# Saropogon castaneicornis
Saropogon castaneicornis är en tvåvingeart som först beskrevs av Macquart 1838.  Saropogon castaneicornis ingår i släktet Saropogon och familjen rovflugor. Inga underarter finns listade i Catalogue of Life.